# Vanessa Marquez
Vanessa Rosalia Marquez (Los Angeles County, 21 december 1968 – South Pasadena, 30 augustus 2018) was een Amerikaanse actrice. 
Marquez speelde onder meer verpleegster Wendy Goldman in 27 afleveringen van de televisieserie ER.
Marquez werd gedood bij een incident in haar woning door een kogel uit een politiepistool, nadat zij in verwarde toestand een agent bedreigd had met een replica van een pistool.

## Filmografie

### Films
Uitgezonderd korte films.
- 2001 Fire & Ice – als Wanda Hernandez
- 2000 Under Suspicion – als zangeres
- 1997 All Lies End in Murder – als Yvonne Valesquez
- 1994 State of Emergency – als Violetta
- 1993 Father Hood – als Delores
- 1993 Blood In Blood Out – als dochter van Montana
- 1993 Maniac Cop 3: Badge of Silence – als Terry
- 1993 Twenty Bucks – als Melanie
- 1991 Locked Up: A Mother's Rage – als Yo-Yo
- 1990 Sweet 15 – als Lupe
- 1990 To My Daughter – als studente
- 1989 Night Children – als Runt
- 1988 Stand and Deliver – als Ana Delgado[2]

### Televisieseries
Uitgezonderd eenmalige gastoptredens.
- 1999 Malcolm & Eddie – als Janice Ramos – 3 afl.
- 1994-1997 ER – als verpleegster Wendy Goldman – 27 afl.